# Castello dei Vicari
Il castello dei Vicari è un castello situato nel centro di Lari, in provincia di Pisa, sede di un museo didattico dedicato alla storia del territorio toscano e di una collezione di arte e archeologia denominato Museo Filippo Baldinucci, in onore di Filippo Baldinucci, grande storico dell'arte, organizzatore del nucleo originario del gabinetto di stampe della Galleria degli Uffizi, governatore in Lari delle Colline Pisane e della Valdera nel XVII secolo.
Forse l'unico castello medieval-rinascimentale ancora abitabile di tutta la provincia di Pisa, di proprietà del comune di Lari, è stato in passato sede di importanti magistrature pisane, fiorentine, toscane e dello Stato italiano. Vi furono condotti anche processi per stregonerie sotto la direzione della Inquisizione romana. Sorge su una collina già abitata in epoca antica.

## Storia
La Rocca superiore di Lari, il castello, forse già esistente in epoca longobarda, distrutta secondo alcuni nel 1164 dai pisani, venne ricostruita tra il 1230 e il 1287 dalla potente famiglia (di origine longobarda) degli Upezzinghi (eredi della prestigiosissima consorteria dei Cadolingi, legati a loro volta con i conti Guidi), ribelli al Comune di Pisa (che ne aveva limitato le proprietà nella zona di Bientina che nelle Colline di Lari, e soprattutto nella zona di Mazzagamboli, Usigliano, Sant'Ermo, Parlascio e Collemontanino aveva ricreato il suo "podere".
Ben presto però gli Upezzinghi furono ricondotti all'obbedienza della Repubblica marinara e nel 1289, per intervento di Guido da Montefeltro, il castello di Lari tornò sotto il controllo di Pisa.
Il Castello pervenne in parte a titolo di donazione e in parte a titolo di acquisto, agli Arcivescovi di Pisa e per lungo tempo questi ultimi ricevettero un canone annuo e regalie dai governatori del vicariato.
Ancora nel 1746 il Vicario di Lari, rispondendo ai quesiti e istruzioni inviati da Pompeo Neri, ricordava come nel 1734 fosse stato rogato un istrumento di ricognizione "in dominum" del detto castello da parte dell'Arcivescovo pisano Guidi. 
Della struttura risalente al periodo di governo pisano non rimane che un tratto di mura a sud-ovest, nei pressi dell'orto castellano.
La struttura attuale venne realizzata dai fiorentini in varie fasi.

### Le trasformazioni medicee

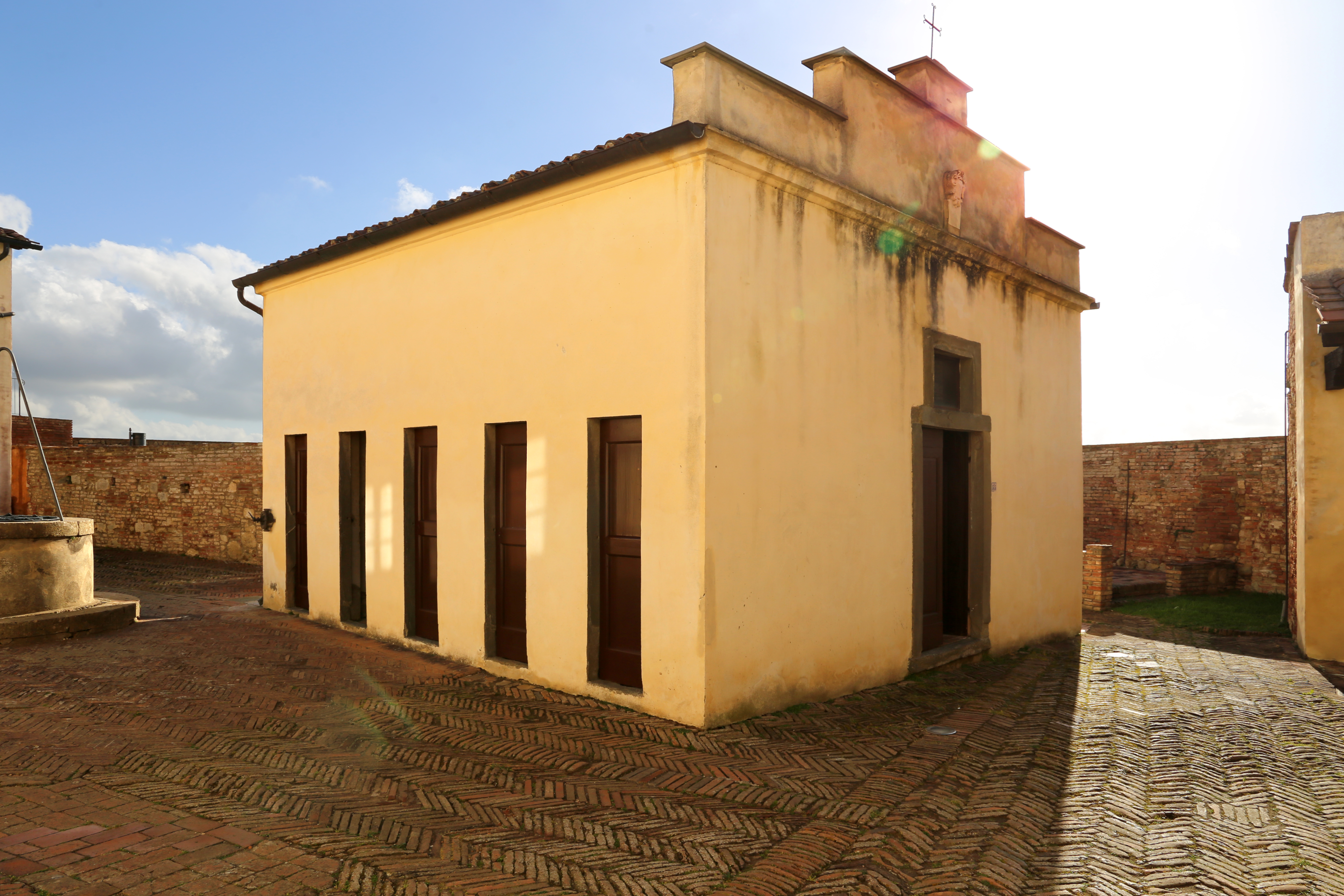
La cappella con le cellette ai lati da cui i detenuti potevano assistere alle funzioni

Nel XVI secolo assistiamo ad una imponente ristrutturazione del castello, volta a potenziarne le difese, sicuramente uscite indebolite dalle vicende belliche che interessarono Lari sul finire del secolo precedente: infatti, dopo ripetuti inviti da parte dei vicari, a causa del rischio che tutto il complesso divenisse troppo vulnerabile e insicuro, il governo fiorentino decise nel 1523 di avviare i lavori di ricostruzione. Obbligò così il vicario Iacopo di Bongiovanni Gianfigliazzi a finanziare in parte gli interventi.
A ricordo di questo evento sta l'iscrizione posta sull'entrata principale del Palazzo dei Vicari, sotto lo stemma del Gianfigliazzi:
minacciavo rvina in ogni vento

in me non era loggia né cortile

ma ogni stanza piena di spavento

hor svrgho come cosa signorile

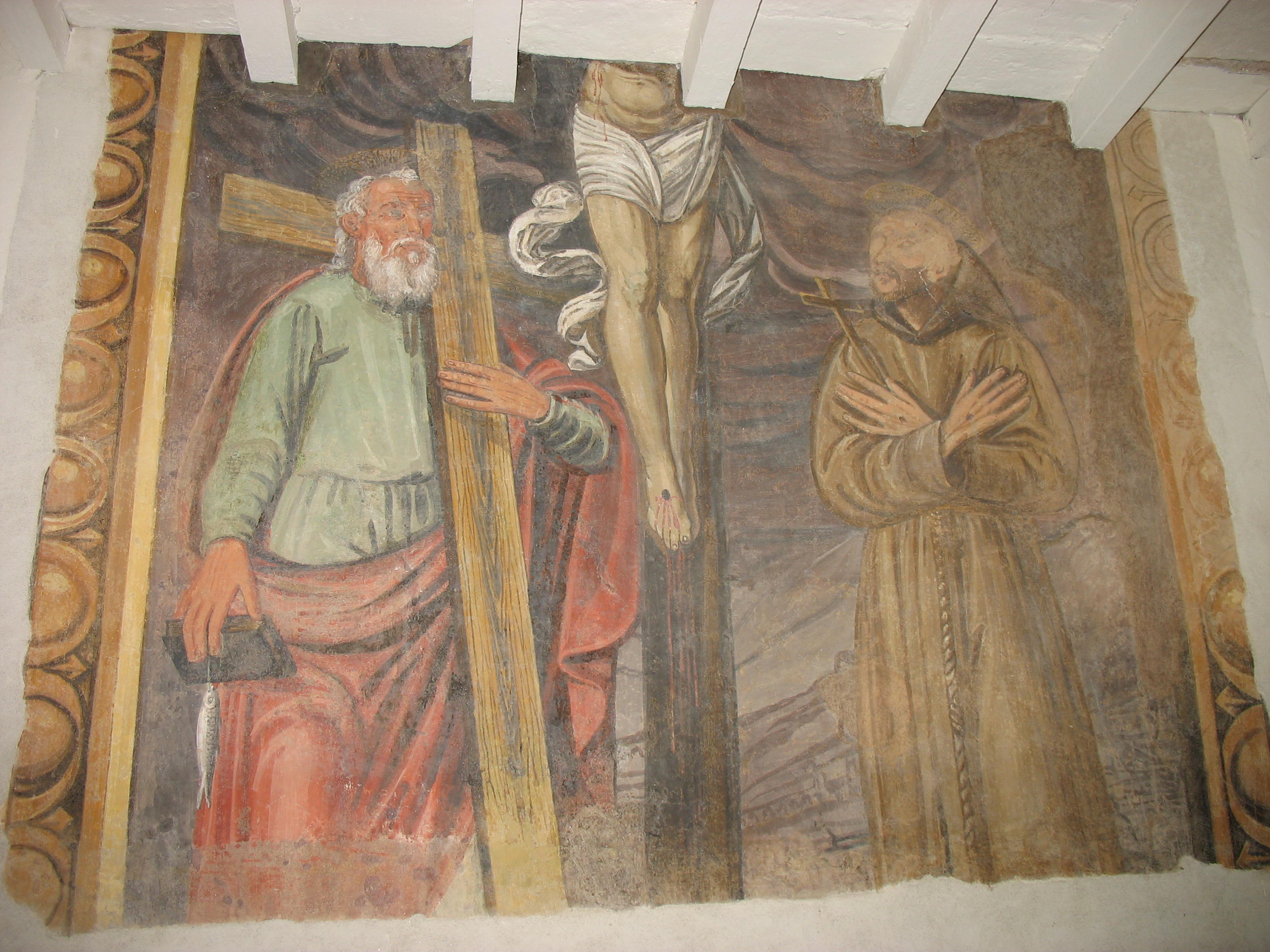
Crocefissione con i santi Andrea e Francesco d'Assisi, Palazzo della Cancelleria, Castello dei Vicari, Lari (forse da ricondurre al 1589, quando vicario fu Andrea di Giovan Francesco	Corbinelli)

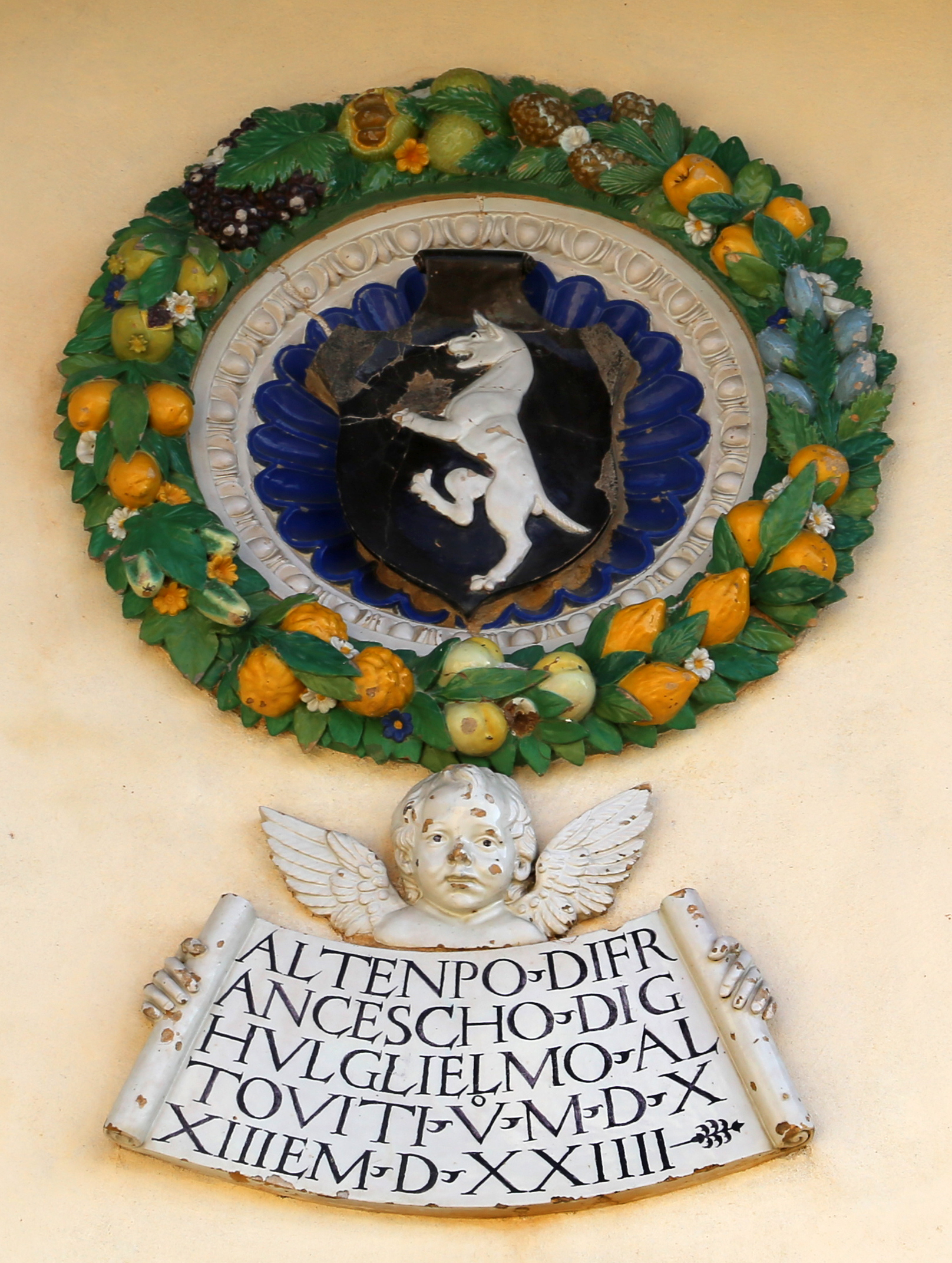
Stemma Altoviti in terracotta robbiana

non fv dal ciel favor mai tardo o lento

per grazia d'esto nobil Ginfigliazzo

di vil tigvrio divento palazzo»
I lavori continuarono sotto il vicariato di Bartolomeo Capponi (1525-1526), come testimonia una scritta posta sopra l'entrata principale del Palazzo dei Cancellieri (forse fatto restaurare in quel periodo proprio dal Capponi), sotto lo stemma del nobile fiorentino:
sVbitVra rVinas

TranstVlit in tVtVm

signa benignVs amor

Qui strVxit fastV longe

semotVs ab omni

nomine CapponiVs Bartho

lomeVs erat V.o MDXXV e XXVI»
Intorno al 1530 si resero necessari altri lavori, non intrapresi a causa della mancanza di denaro da parte della Comunità di Lari. Il progetto venne elaborato da Francesco da San Gallo, membro di una famiglia di grandi costruttori di fortificazioni: probabilmente a lui è da attribuire la sistemazione della scalinata e delle strutture difensive del lato Ovest, oggi abbattute. 
Nel 1530, anno alla fine del quale morirà, fu ingegnere addetto alla manutenzione e al restauro di fortezze della Repubblica fiorentina un certo Giovanni Francesco da San Gallo (1482-1530), attivo in questo anno nel pisano. La mancata esecuzione dei lavori potrebbe esser spiegata con la morte di Giovanni Francesco da San Gallo, qualora si volesse riconoscere a lui la paternità del suddetto progetto. 
Il dubbio rimane poiché un altro Francesco da San Gallo, detto il Margotta (1494-1576), figlio di Giuliano, tra il 1528 e il 1530 si occupa di fortificazioni (Pistoia, Prato e Fucecchio), anche se nel 1530 è attivo soprattutto in Firenze al servizio degli Otto di pratica intorno alle fortificazioni di quella città. Resta il fatto che entrambi furono artisti di notevole rilievo: il primo fu attivo nel 1517 nella Fabbrica di S. Pietro a Roma, l'altro fu nel 1543 architetto del duomo fiorentino e nel 1549 iniziò il campanile di S. Croce.
Per poter realizzare l'impresa venne chiesto a Cosimo I di prolungare di 6 mesi la carica dei vicari e il permesso di usare la paga di un mese per finanziare i lavori di restauro.
Cosimo I accolse la richiesta ed il 15 giugno 1559 invio' a Lari l'ingegner David Fortini il quale osservo' che le cantine delle botteghe scavate sotto il castello rendevano instabile la costruzione. I lavori andarono per le lunghe e a poco servì l'insistenza del Fortini che fece approvare il progetto il 10 settembre 1559. Di li' a poco si faceva presente a Firenze che erano crollati 60 metri di mura: Cosimo I delibero' che «non è necessario rifarle, ma si proibisce che siano toccati i materiali». Nel 1581 nuovi lavori.

### Restauri nel periodo asburgo-lorenese

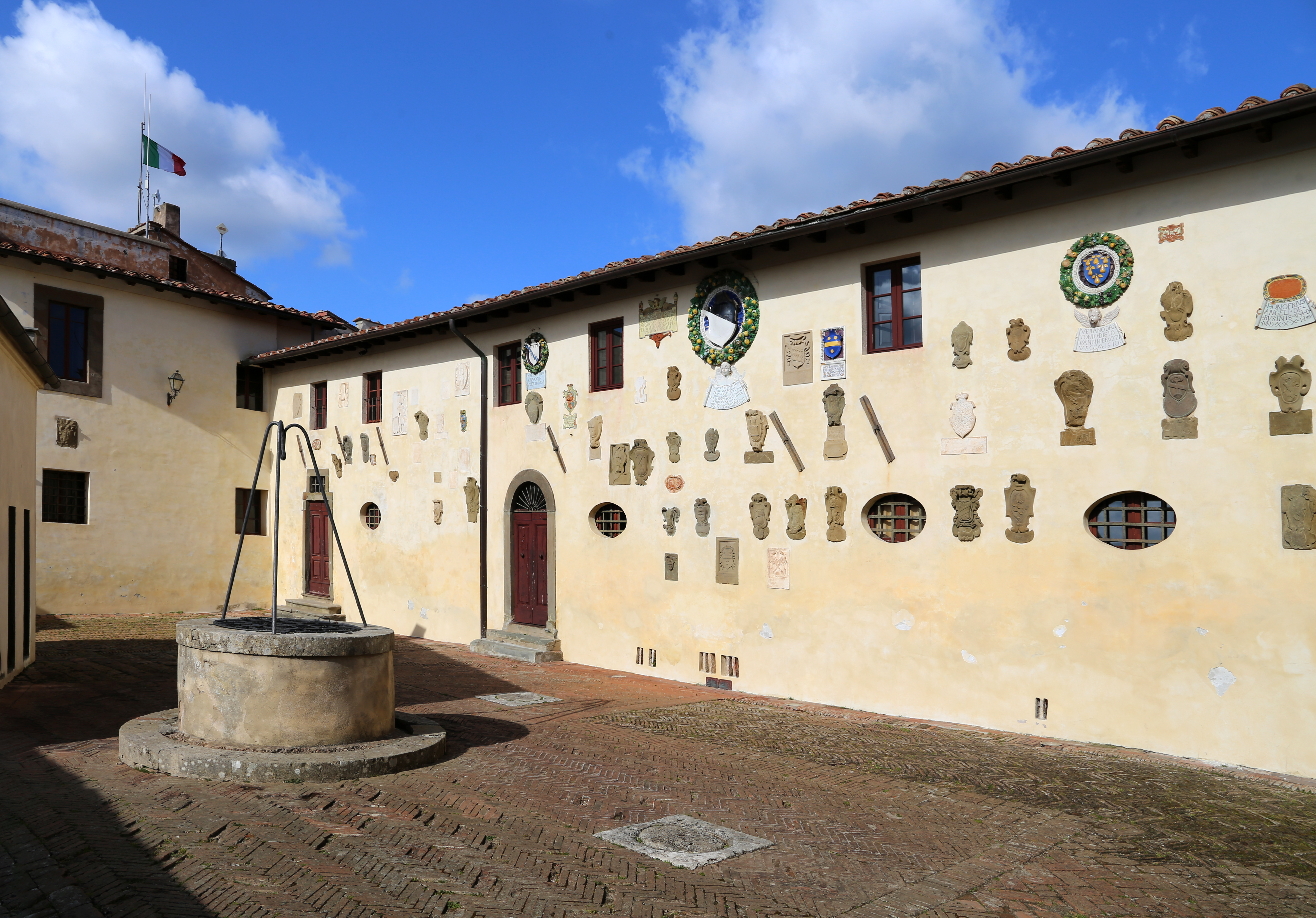
Il cortile

Nel 1725 il castello è vittima di una frana, durante la quale perse la vita il figlio del vicario e rimase distrutta la parte esterna del Palazzo dei Vicari. Per i lavori di restauro fu preventivata la cifra di 3000 scudi. Un progetto che prevedeva la ricostruzione di tutto il complesso non venne approvato, per il veto dell'Arcivescovo di Pisa, che vantava ancora diritti di proprietà sul castello.
I lavori, terminati nel 1775, si limitarono alla ricostruzione delle parti distrutte.

### L'epoca italiana
Nel 1890 si scriveva che i locali erano addetti «all'uso della Pretura e per l'abitazione del Personale ad esso destinato» con il carcere «spazioso e ridotto giù ai nuovi sistemi carcerari». Da quando, soppressa la Pretura di Lari nel 1923, il castello non ha più svolto la sua funzione di sede amministrativa e giudiziaria, i suoi locali sono stati utilizzati per vari scopi: già nel 1924 i locali della ex-Pretura vennero affittati al Fascio di Lari per poi esser, fino al 1990, affittati ad alcune famiglie che, cercando di adattarli a civile abitazione, hanno diviso corridoi, e grandi sale, costruito pavimenti nuovi, tolto inferriate e cancellate. Così fino a pochi anni fa il castello di Lari si presentava con grossi stravolgimenti rispetto al suo originario aspetto.
Al secondo dopoguerra risale il trasferimento (per libera decisione del Comune di Lari) dell'archivio del Vicariato e della Podesteria di Lari all'Archivio di Stato di Pisa (dove oggi rappresenta uno dei fondi più importanti di tale istituzione).

### La rinascita degli ultimi anni
I primi tentativi di rilancio in funzione turistica del castello risalgono agli anni '70 e '80 del XX secolo. All'epoca risale anche un progetto di restauro realizzato dall'architetto Giuseppe Pezzini, successivamente ripreso dallo Studio Ceccanti.
Ma bisogna aspettare il 1989, anno della fine della guerra fredda "e delle ideologie", perché anche a Lari l'attenzione di molti si sposti dalla militanza politica alla riscoperta delle "identità locali". È in questo clima che agli inizi degli anni '90 un gruppo di giovani organizzatisi nell'Associazione culturale Il Castello, sodalizio di volontariato no profit, appoggiati dall'allora sindaco di Lari Giovanni Bacci, decide di ridar vita al castello, da anni chiuso completamente al pubblico e destinato a deperire senza speranza. In buona parte privo di grondaie, infissi, finestre, porte e vetri, in balia delle intemperie, in pochi anni sarebbe andato sicuramente in completa rovina. 

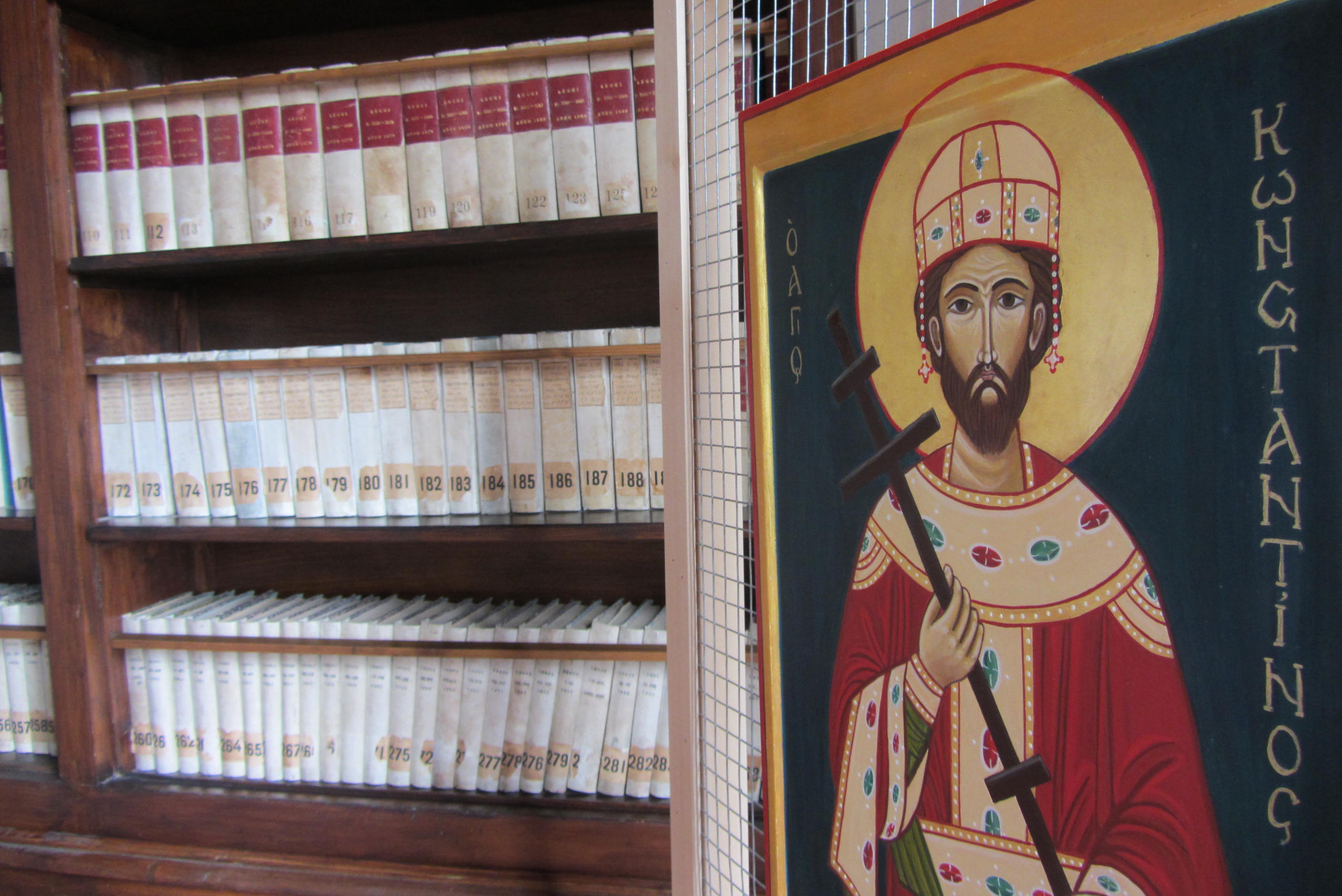
L'icona di San Costantino nel Castello di Lari (Toscana), opera realizzata per i 1700 anni dell'editto di Milano del 313 d.C.

Nel 1993 l'associazione "Il Castello" per prima cosa recuperò l'accessibilità del cortile e di alcuni locali al pian terreno (prigioni, sala del tribunale), organizzando per la prima volta un regolare servizio di visite guidate ai turisti (ogni domenica e su prenotazione). Col tempo sempre più ambienti furono recuperati e aperti al pubblico. 
Furono organizzate mostre, conferenze, convegni ed in breve tempo il castello da "ingombrante feticcio" divenne il motore di una rinascita anche economica del paese di Lari.
Fu allestito anche una mostra di oggetti del lavoro e della così detta "cultura contadina" in vista di una auspicata (ma mai concretizzata) istituzione di un museo demo-etno-antropologico delle Colline Pisane, in cui documentare il mondo delle campagne toscane e del sistema socioeconomico della mezzadria, magari recuperandone a sede una delle tante case coloniche che ancora all'epoca erano disponibili anche a Lari. Sfumato tale progetto, gli oggetti della collezione di attrezzi agricoli furono presi in custodia dall'associazione "Battitori di grano" di Usigliano, che nel 2003 li ha riordinati per dar vita al Museo delle attività agricole, ancora esistente nella frazione del Comune di Casciana Terme-Lari sotto il nome di "Museo del presepe e della civiltà contadina".
All'epoca furono anche fatti degli studi storici sui vari edifici che formano il complesso del Castello e dei saggi che portarono alla scoperta di importanti cicli pittorici, reperti archeologici etruschi (vasellame) e romani (torso panneggiato di una imponente statua romana in marmo bianco ritrovato da Giovanni Ranieri Fascetti nel 1997). I volontari elaborarono anche un piano di recupero e utilizzo del castello, auspicando che divenisse sede di un museo di storia e arte locale in cui esporre anche importanti opere oggi trasferite dalla Soprintendenza al Museo Nazionale di San Matteo di Pisa (dove, per esempio, si trova un notevole politittico di Lippo Memmi).

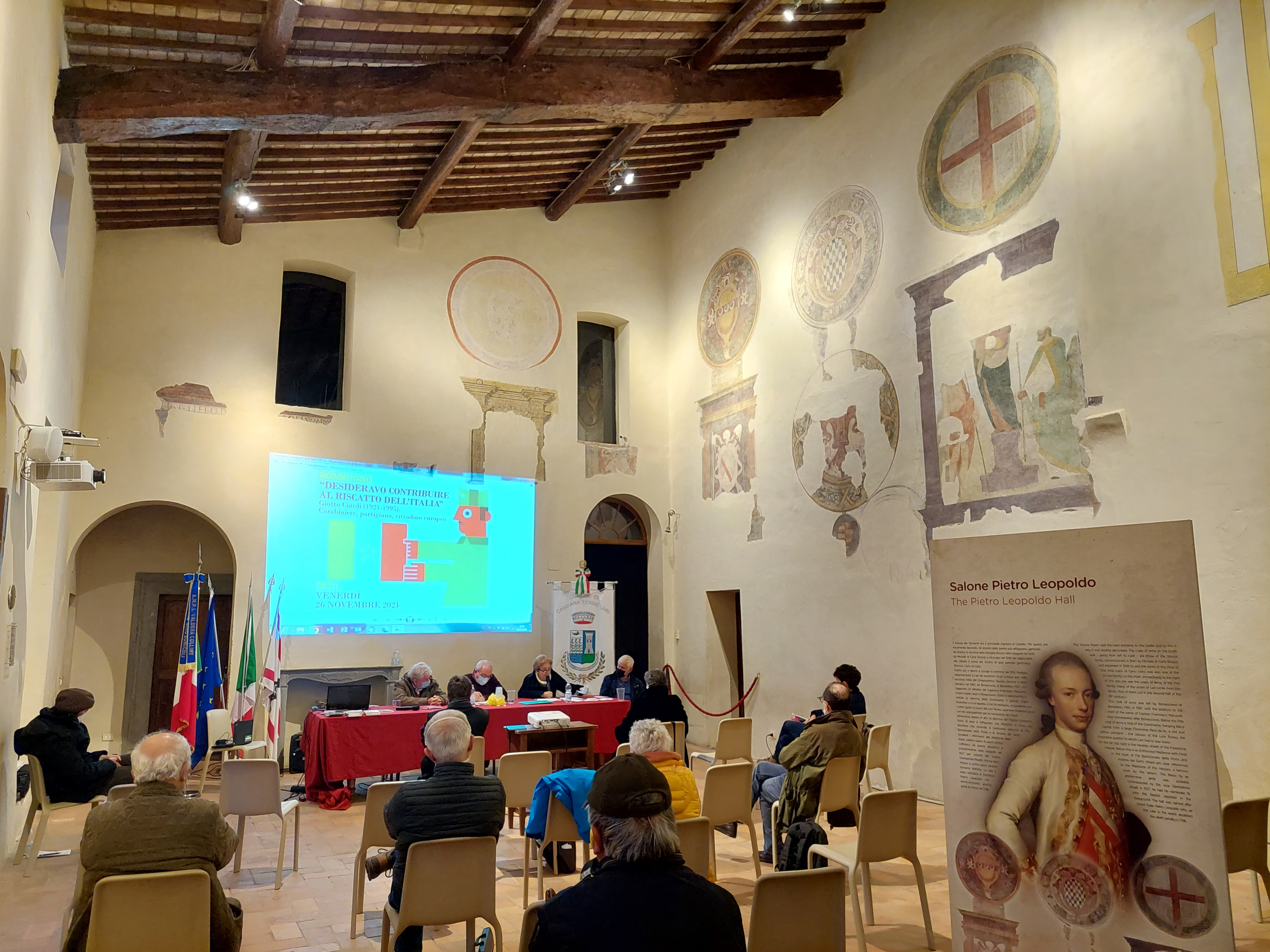
Il Salone del popolo (oggi intitolato a Leopoldo I di Toscana) durante il convegno - promosso da Il Gazzettino delle Colline di Lari - dedicato a Giotto Ciardi, protagonista della lotta per la libertà e la democrazia in Italia e Europa, il 26 novembre 2021. Sulla parete di destra - opposta all'ingresso principale - si vedono i simboli tipici della Repubblica di Firenze ispirati all'ideologia popolare-savonaroliana del buon governo della politica al servizio del bene comune e dei cittadini più deboli: in alto lo stemma del Popolo della Repubblica di Firenze e sotto la "Madonna e i santi Giovanni Battista e Nicola di Bari", attribuita al pittore domenicano Bartolomeo della Porta

Nel 1996 le collezioni esposte vennero formalmente intitolate a Filippo Baldinucci, in vista dei 300 anni dalla morte di questo grande storico dell'arte e organizzatore culturale della Toscana seicentesca, che ebbe a ricoprire la carica di governatore ("vicario") delle Colline Pisane, territorio del quale allora Lari era capoluogo.
Spronati continuamente dai volontari dell'associazione "Il Castello", ben presto anche le autorità responsabili si sono impegnate concretamente in favore di questo importante monumento. Così negli anni 1996-2007, anche grazie a dei finanziamenti della Fondazione Cassa di Risparmio di Pisa, tutto il complesso è stato restaurato (compresi gli stemmi e gli importanti affreschi gotici, rinascimentali e barocchi).
Nel 2014 il Castello si è arricchito di un'ulteriore opera d'arte: un'icona di San Costantino imperatore romano, opera di pittore iconista locale realizzata con sottoscrizione popolare lanciata nel 2013 tra i larigiani in ricordo dei 1700 anni dell'editto di Milano del 313 d.C. che portò alla tolleranza religiosa per i cristiani e alla costruzione della civiltà romano-cristiana che tanta importanza ebbe nella storia della Toscana e d'Italia.

## La struttura oggi
Si accede al cortile attraverso una scala di accesso. Una volta entrati nel cortile, sulla destra troviamo la chiesa castellana, dietro la quale sorgeva l'ala ovest del fortilizio, mentre a sinistra abbiamo le prigioni. Di fronte inizia il blocco centrale del castello, detto il palazzo dei Cancellieri, la cui facciata - come quelle degli altri palazzi - è tempestata degli Stemmi dei vicari di Lari. Al centro del cortile sorge una bella cisterna dove vengono raccolte le acque piovane dei tetti dei palazzi castellani. In fondo al cortile sorge il palazzo dei Vicari, con facciata monumentale e ornata di stemmi.